# Andrzej Lampert
Andrzej Lampert (ur. 2 października 1981 w Chorzowie) – polski piosenkarz, śpiewak operowy, kompozytor, autor tekstów, aranżer i współzałożyciel zespołu PIN, pedagog.

## Życiorys

### Edukacja
W 2000 ukończył II Liceum Ogólnokształcące im. Juliusza Ligonia w Chorzowie, a w 2001 Państwową Szkołę Muzyczną II st. im. Grzegorza Fitelberga w klasie mgr Haliny Skubis. Jest absolwentem wydziału Jazzu i Muzyki Rozrywkowej Akademii Muzycznej im. Karola Szymanowskiego w Katowicach w klasie śpiewu prof. Renaty Danel. W 2008 ukończył z wyróżnieniem studia na Wydziale Wokalno-Aktorskim Akademii Muzycznej w Krakowie w klasie śpiewu solowego (klasycznego) ad. II st. Janusza Borowicza. 
Od 2011 pobierał nauki w Wiedniu u prof. Heleny Łazarskiej, pod której opieką wokalną pozostawał do 2022 i wielokrotnie uczestniczył w jej kursach mistrzowskich w Salzburgu, Klagenfurcie i Krakowie.

### Początki
W 1997 i 1998 został laureatem telewizyjnego programu TVP2 Szansa na sukces; zajął drugie miejsce w finale piątej edycji programu. W 1997 rozpoczął współpracę z boysbandem Boom Box, z którym nagrał dwa albumy: Boom Box i Czysta energia oraz wylansował przeboje, takie jak „Noc, dzień” czy „Salsa” (cover piosenki „Oye!” Glorii Estefan). Z zespołem zadebiutował na 35. Krajowym Festiwalu Piosenki Polskiej w Opolu. Po dwóch latach istnienia zespół zakończył działalność.
Został dostrzeżony w programie typu talent show Twoja droga do gwiazd w telewizji TVN.

### PIN
Od 2003 wraz z gitarzystą Sebastianem Kowolem i klawiszowcem Aleksandrem Woźniakiem współtworzy zespół PIN. Zespół wystąpił gościnnie podczas opolskiego koncertu Debiuty w ramach 42. KFPP w Opolu. Debiutancka płyta 0001 (2005) została ciepło przyjęta zarówno przez krytykę jak i publiczność. Pochodzą z niej przeboje „Bo to co dla mnie”, „Odlot aniołów” i „2 kwietnia 2005”. W sierpniu 2008 ukazała się ich druga płyta zatytułowana Muzykoplastyka. Zawiera piosenki emitowane wówczas w rozgłośniach radiowych „Niekochanie”, „Pójdę pod wiatr, jak najdalej” oraz „Wino i śpiew”. W maju 2011 ukazała się trzecia płyta grupy Film o sobie, którą promował tytułowy singel, a także utwór bonusowy – piosenka z 2009 pt. „Konstelacje”. Zespół zawiesił działalność.

### Dubbing
W 2005 nagrał przewodnią piosenkę do serialu TVN Niania. Nagrał także wersję piosenki „Route 66” na potrzeby polskiej wersji językowej filmu animowanego Auta. W 2007 w duecie z Hanią Stach nagrał utwory – „Moja muzyka to ty” i „Masz w sobie wiarę” na ścieżkę dźwiękową do filmów z serii High School Musical, a także dubbingował postać Troya Boltona w polskiej wersji językowej tejże produkcji.

### Koncerty
W 2006 na zaproszenie Elżbiety Skrętkowskiej wziął udział w bożonarodzeniowym wydaniu Szansy na sukces: Arie ze śmiechem, w którym po raz pierwszy zaprezentował się szerszej publiczności w repertuarze operowym, wykonując arię „E lucevan le stelle” z opery Giacomo Pucciniego Tosca. W 2007 podczas 44. KFPP w Opolu podczas koncertu poświęconemu Sewerynowi Krajewskiemu wykonał piosenkę Czerwonych Gitar „Anna Maria” w orkiestracji Adama Sztaby. Z okazji 90. rocznicy Odzyskania Niepodległości w koncercie Nasza Niepodległa wykonał utwór Krzysztofa Klenczona „Biały krzyż” w orkiestracji Krzysztofa Herdzina. 
Występował na koncertach poświęconych twórczości Zbigniewa Wodeckiego i Krzysztofa Krawczyka. W roku 2023 wystąpił na Top of The Top Sopot Festival, gdzie w trakcie koncertu #Magic Words wykonał piosenkę „Jej portret" Bogusława Meca. W 2024 podczas 61. KFPP w Opolu wystąpił w koncercie „Zakochani są wśród nas” poświęconym twórczości Janusza Kondratowicza. Lampert brał udział również wielokrotnie w koncertach o tematyce religijnej.

### Kooperacja
W 2008 w duecie z Sarah Brightman nagrał utwór „I Will Be with You”, który ukazał się na europejskim wydaniu albumu Symphony.

### Opera
W latach 2013–2018 był solistą Opery Krakowskiej. Od 2020 jest solistą Opery Śląskiej w Bytomiu. Współpracuje prawie ze wszystkimi ośrodkami operowymi w Polsce, a także koncertuje z wieloma Orkiestrami Filharmonicznymi. Wcielał się w postaci z oper, m.in. zagrał Alfreda Germonta w Traviacie (debiut w Operze Śląskiej w 2010), Nemorino w Napoju miłosnym (Opera Krakowska, 2013), Leńskiego w Eugeniuszu Onieginie (Opera Śląska, 2013), Rudolfa w Cyganerii (Opera Krakowska, 2015), Tamino w Czarodziejskim flecie (Stadttheater Baden, 2015), Ernesto w Don Pasquale (Opera Krakowska, 2016), Nadira w Poławiaczach pereł (Opera Wrocławska, 2017 i Opera Śląska, 2024), Romeo w Romeo i Julii (Opera Śląska, 2017), Pasterza w Królu Rogerze (Oper Graz, 2019), Don Ottavio w Don Giovannim (Oper Graz, 2020 i Opera Śląska, 2024), Ruggero w La Rondine (Opera Śląska, 2021).

## Życie prywatne
Żonaty z Katarzyną Rzadkosz. Ma czworo dzieci. Jest rzymskim katolikiem.

## Dyskografia

### Albumy
- 2024: Krzysztof Herdzin REQUIEM [Universal Music]
- 2023: Rossini: Petite messe solennelle - Chór Filharmonii Narodowej w Warszawie [Universal Music Polska]
- 2020: Dzieła zebrane Kazimierz Lubomirski  [Agencja Artystyczna Kameny]
- 2019: Msze Stanisław Moniuszko [Agencja Muzyczna Polskiego Radia]
- 2019: Opera Hagith, Karol Szymanowski [Agencja Muzyczna Polskiego Radia]
- 2018: Dobrze, że Jesteś Zbigniew Wodecki [Agora]
- 2013: Opera Hagith, Karol Szymanowski – [nagranie w ramach 9 Festiwalu Muzyki Polskiej w Krakowie][14]
- 2011: W Jego sercu Alijah, [ViviSound][15]
- 2011: Silna Renata Danel, [Polskie Radio Katowice]
- 2011: PIN Film o sobie [EMI Music PL]
- 2010: Wniebowzięci różni wykonawcy, piosenka pt. Moje uwielbienie [Warto][16]
- 2009: Jedno spojrzenie Ewa Uryga, piosenki pt. Rozstanie oraz Endless Love [GRAMI]
- 2009: Kochaj i tańcz Soundtrack, piosenka pt. Uptown Girl [EMI Music PL]
- 2008: Mijam jak deszcz Universe, reedycja płyty, CD+DVD (koncert), piosenka Ciągle szukam drogi [Universal Music Polska]
- 2008: Time To Worship Worship Sax [Fundacja CLC]
- 2008: Barwy szczęścia-Zima Soundtrack, piosenka pt. Niekochanie / PIN [Sony BMG]
- 2008: Nasza Niepodległa, piosenka pt. Znasz-li Ten Kraj [Polskie Radio]
- 2008: Opera Paria, Stanisław Moniuszko – [DUX]
- 2008: Jak żyć Soundtrack, piosenka pt. Niekochanie / PIN [EMI Music PL]
- 2008: RMF FM Muzyka najlepsza pod słońcem 2008, piosenka pt. Niekochanie / PIN [EMI Music PL]
- 2008: Symphony Sarah Brightman, piosenka „I will be with you” [EMI Music PL]
- 2008: PIN Muzykoplastyka [EMI Music PL]
- 2007: High School Musical 2 [EMI Music PL]
- 2006: III Konkurs Wokalny im. Ignacego Jana Paderewskiego [Towarzystwo Muzyczne im. I.J. Paderewskiego w Bydgoszczy]
- 2006: Saxophonic Robert Chojnacki, piosenka pt. Baker Street [Fonografika]
- 2006: Tylko mnie kochaj, piosenka pt. Bo to co dla mnie / PIN [EMI Music PL]
- 2006: Radio Zet – Czułe granie, piosenka pt. Odlot Aniołów / PIN [EMI Music PL]
- 2006: Top Trendy 2006, piosenka pt. Bo to co dla mnie / PIN [Dream Music/ EMI Music PL]
- 2005: Święta, Święta vol. 3, piosenka pt. Święty czas / PIN [Polskie Radio]
- 2005: To mój anioł Button Hackers [wyd. Polskie Radio]
- 2005: PIN 0001 [EMI Music PL]
- 2004: Święta, Święta vol. 2, piosenka pt. Kolęda dwóch serc [EMI Music PL]
- 2004: Worship Sax [Fundacja CLC]
- 2002: Wirowanie Gravitacja [Eventus]
- 1999: Czysta energia [wyd. Universal Music Polska]
- 1998: Boom Box [PolyGram Polska]

### Single
- 2022: Wciąż pytasz czemu
- 2020: Samotny dryf [wyd. PIN] Premiera KFPP Opole 2020
- 2011: Na pustej drodze [wyd. EMI Music PL]
- 2011: Film o sobie [wyd. EMI Music PL]
- 2009: PINlady [wyd. EMI Music PL]
- 2009: Konstelacje [wyd. EMI Music PL]
- 2008: Wino i śpiew [wyd. EMI Music PL]
- 2008: Pójdę pod wiatr, jak najdalej [wyd. EMI Music PL]
- 2008: Niekochanie [wyd. EMI Music PL]
- 2008: I will be with you – duet z Sarah Brightman [wyd. EMI Music PL]
- 2007: Moja muzyka to ty – duet z Hanią Stach [wyd. EMI Music PL]
- 2007: Masz w sobie wiarę – duet z Hanią Stach [wyd. EMI Music PL]
- 2006: Wina mocy smak [wyd. EMI Music PL]
- 2006: Odlot aniołów [wyd. EMI Music PL]
- 2005: Bo to co dla mnie [wyd. EMI Music PL]
- 1999: Rycz mała, rycz [wyd. Universal Music Polska]
- 1999: Salsa [wyd. Universal Music Polska]
- 1998: To dla Ciebie [wyd. PolyGram Polska]
- 1998: Noc, dzień [wyd. PolyGram Polska]

### Wybrane piosenki autorskie
- Bo to co dla mnie / PIN – autor muzyki i współautor tekstu (Tomasz Lampert)
- 2 kwietnia 2005 / PIN – autor muzyki i współautor tekstu (Tomasz Lampert)
- Żenia / PIN – autor muzyki i współautor tekstu (Aleksander Woźniak)
- Priorytet / PIN – autor muzyki i tekstu
- Moje uwielbienie / Wniebowzięci – autor muzyki i współautor tekstu (Katarzyna Rzadkosz)

## Polskidubbing
- 2007: High School Musical 2 – Troy
- 2006: High School Musical – Troy

## Piosenki do filmu
- 2021: Nędzarz i madame – „Wciąż pytasz czemu”
- 2009: Kochaj i tańcz – „Uptown Girl”
- 2008:  Jak żyć? – „Niekochanie” PIN (wersja filmowa)
- 2006: High School Musical – „Masz w sobie wiarę”
- 2006: Auta – piosenka „Droga sześć i sześć” (cover „Route 66”)
- 2005: Niania – czołówka
- 2004: Mój brat niedźwiedź – „I ty możesz zostać z nami” (chór)

## Nagrody
- 2020: Österreichischer Musiktheaterpreis 2020 (Preisträger: Bester Nachwuchskünstler) za rolę Pasterza w Królu Rogerze Karola Szymanowskiego (Oper Graz 2019)
- 2020: Fryderyk w kategorii Album Roku Muzyka Oratoryjna i Operowa – Hagith Karola Szymanowskiego (Orkiestra Polskiego Radia pod dyr. M. Klauzy, Chór Filharmonii Narodowej pod kier. B. Michałowskiego, W. Chodowicz, R. Minkiewicz, A. Lampert, D. Machej, Ł. Rosiak)
- 2018: Złota Odznaka Honorowa za Zasługi dla Województwa Śląskiego
- 2018: Złota płyta za album Dobrze, że jesteś Zbigniewa Wodeckiego
- 2018: Złota Maska (kategoria: rola wokalno-aktorska) za rolę Romea w spektaklu „Romeo i Julia” Ch. Gounoda w Operze Śląskiej w Bytomiu.
- 2017: Nagroda im. Zbigniewa Grucy „Dziennika Teatralnego” za rolę Romea w spektaklu „Romeo i Julia” w Operze Śląskiej w Bytomiu.
- 2017: Teatralna Nagroda Muzyczna im. Jana Kiepury (kategoria: najlepszy śpiewak operowy)
- 2016: Hanys 2016
- 2013: Preisträger der Internationalen Sommerakademie des Mozarteums Salzburg 2013
- 2013: II Nagroda na XV Międzynarodowym Konkursie Sztuki Wokalnej im. Ady Sari w Nowym Sączu w kategorii głosów męskich (pierwszej nagrody nie przyznano)
- 2013: III Nagroda na XV Międzynarodowym Konkursie Wokalnym Iuventus Canti im. Imricha Godina we Vrablach (Słowacja) w kategorii głosów męskich
- 2010: Nagroda Radia Wawa „Złoty Dziób” (wokalista roku 2009)
- 2009: Prawdziwy Miłośnik Ziemi Śląskiej
- 2009: Nagroda Prezydenta miasta Chorzowa w dziedzinie kultury („Chłopiec z łabędziem”)
- 2008: Złota płyta za sprzedaż 5.000 egzemplarzy płyty Symphony Sarah Brightman
- 2007: Platynowa płyta za sprzedaż 20.000 egzemplarzy płyty High School Musical 2 (5 XII 2007)
- 2005: Nagroda pozaregulaminowa ufundowana z inicjatywy Wiesława Ochmana dla najbardziej obiecującego głosu tenorowego na III Konkursie Wokalnym im. Ignacego Jana Paderewskiego w Bydgoszczy